# Anolis peynadoi
Anolis peynadoi (еспаньольський зелений аноліс) — вид ігуаноподібних ящірок родини анолісових (Dactyloidae). Ендемік Домініканської Республіки.

## Поширення і екологія
Anolis peynadoi мешкають на південному заході острова Гаїті, південніше гір Центрального хребта. Вони живуть в тропічних лісах.